# Lijst van sterke en onregelmatige werkwoorden in het Nederlands
Dit is een (onvolledige) lijst van Nederlandse werkwoorden waarvan de vervoeging afwijkt van de meest gebruikelijke wijze. Dit zijn de onregelmatige en de sterke werkwoorden. Daarnaast zijn er werkwoorden waarbij een of meerdere vervoegingen ontbreken, de zogenaamde defectieve werkwoorden.

## Algemeen
Het merendeel van de werkwoorden in het Nederlands kent een zogeheten zwakke vervoeging. De vormen hiervan verschillen onderling alleen met betrekking tot de -t of -d in de onvoltooid verleden tijd en het voltooid deelwoord. Bij een stemloze medeklinker op het einde van de stam vervoegt men met een -t. Bij een stemhebbende medeklinker wordt dit een -d.
|             | Onvoltooid verleden tijd enkelvoud | Onvoltooid verleden tijd meervoud | Voltooid deelwoord |
| ----------- | ---------------------------------- | --------------------------------- | ------------------ |
| Stemhebbend | stam + de                          | stam + den                        | ge + stam + d      |
| Stemloos    | stam + te                          | stam + ten                        | ge + stam + t      |

Nederlandse werkwoorden waarvan de vervoeging van het bovenstaande paradigma afwijkt, worden sterk en/of onregelmatig genoemd. Sterk wil hier zeggen dat de onvoltooid verleden tijd een andere klinker krijgt in de stam (dit verschijnsel noemt met ook wel een ablaut). Het voltooid deelwoord eindigt bij deze werkwoorden doorgaans op -en. 
Men spreekt van een onregelmatig werkwoord als de vervoeging in de onvoltooid verleden tijd en het voltooid deelwoord niet duidelijk onder een van de twee hiervoor beschreven paradigma's (sterk of zwak) valt. De meest voorkomende werkwoorden waarvoor dit geldt zijn hebben, zijn, wezen, kunnen, zullen, mogen en willen. Deze werkwoorden zijn tevens onregelmatig in de tegenwoordige tijd. 

## Samengestelde werkwoorden
Van op geheel dezelfde manier vervoegde samengestelde werkwoorden wordt in deze lijst alleen het grondwoord (tweede deel) vermeld, tenzij de manier van vervoegen in de samenstelling afwijkt; afblijven, doorrijden en dergelijke woorden worden daarom niet apart vermeld, maar woorden als bekvechten en stofzuigen wel.

### Werkwoorden met een voorvoegsel
Hetzelfde geldt voor de samengestelde werkwoorden met een onbeklemtoond voorvoegsel. De onbeklemtoonde voorvoegsels zijn be-, er-, ge- en ont-.
Daarnaast zijn er voorvoegsels die zowel onbeklemtoond als beklemtoond kunnen optreden: aan-, door-, her-, om,- onder-, open-, over, ver-, vol, voor-. Soms gebeurt dit zelfs bij hetzelfde kernwerkwoord, met als gevolg ook verschillende betekenissen: óndergaan = verdwijnen; ondergáán = behandeld worden; óverschrijven = opnieuw schrijven; overschríjven = ergens overheen schrijven.
Het deelwoordvoorvoegsel ge- vervalt als het werkwoord zelf al een onbeklemtoond voorvoegsel heeft. Dit is bijvoorbeeld zo in de vormen verblijven → verbleven, voorkómen → idem, hernemen → hernomen maar niet in vormen van scheidbaar samengestelde werkwoorden, zoals afblijven → afgebleven, hergebruiken → hergebruikt, vóórkomen → vóórgekomen, vérspringen → vergesprongen, óverschrijven → overgeschreven, overschríjven → overschreven.
Werkwoorden met een zelfstandig naamwoord, bijvoeglijk naamwoord of een werkwoord als voorvoegsel krijgen soms een andere vervoeging of kunnen helemaal niet worden vervoegd. In plaats daarvan valt men dan terug op een omschrijving. Voorbeelden van zulke samenstellingen die zich wél laten vervoegen zijn raadplegen, doodslaan, kennisnemen, roerbakken, stofzuigen, wegjagen en paardrijden. Werkwoorden als zweefvliegen, banksparen, wedstrijdzeilen en buikspreken lenen zich echter niet voor vervoeging.

## Meervoud
Het meervoud van de onvoltooid verleden tijd wordt in de meeste gevallen door hechting van het achtervoegsel -en aan de stam. In enkele gevallen is dit -den, deze gevallen is het meervoud in de onderstaande tabel apart aangegeven.

## Meerdere vormen
Sommige werkwoorden hebben zowel een volledig zwakke als een volledig sterke of onregelmatige vervoeging, waarvan er meestal één later is ontstaan door analogie. Meestal is er sprake van een verschil in register, stijl en/of dialect, maar soms ook in betekenis.
De werkwoorden met ij in de onbepaalde wijs (infinitief) hebben haast altijd dezelfde sterke verbuiging, zoals blijven, bleef, gebleven.
Sommige werkwoorden met ei in de infinitief hebben die verbuiging ook, waarschijnlijk door analogie.

## Lijst van sterke of onregelmatige werkwoorden
Zwakke, regelmatige werkwoorden worden in deze lijst niet vermeld, tenzij er ook een sterke vervoeging is of het werkwoord ook in een andere betekenis bestaat. Wanneer een bepaalde vorm wel officieel erkend wordt, maar in de huidige standaardtaal vrijwel niet gangbaar is, is deze tussen haakjes gezet. Hetzelfde is gedaan voor (veelal zwakke) vormen die (nog) niet officieel erkend zijn, maar in de praktijk niettemin geregeld gebruikt worden.
Het meervoud van de zwakke regelmatige verleden tijd wordt gevormd door een n toe te voegen: werkte – werkten.
Het meervoud van een andere verleden tijd is gelijk aan de gebruikelijke meervoudsvorming van een zelfstandig naamwoord (dus toevoeging van en): bleef – bleven, schrok – schrokken.
Staat er echter a in de verleden tijd, dan wordt de medeklinker daarachter niet verdubbeld: nam – namen.
Veel werkwoorden kunnen diverse voorvoegsels hebben: be-staan, ont-staan, ver-staan enz. Dit staat niet in de tabel, tenzij het werkwoord niet zonder voorvoegsel kan bestaan, zoals bij ver-dwijnen. In het voltooid deelwoord komt dit voorvoegsel in plaats van het voorvoegsel ge-.
|        |               |                | zwak             | zwak                           | | sterk geel: onregelmatig zwak                         | sterk geel: onregelmatig zwak |  |                      |                                                                 |
|        | infinitief    | o.v.t.         | volt. deelw.     | o.v.t.                         | volt. deelw.                                                                                            | klasse                                                | opmerking |  |                      |                                                                 |
| ------ | ------------- | -------------- | ---------------- | ------------------------------ | --- | ----------------------------------------------------- | --- |  | -------------------- | --------------------------------------------------------------- |
|        | bakken        |                | bakte            | gebakt                         | | biek                                                  | gebakken |  | Klasse 7, half sterk | Oorspronkelijk klasse 7, de verledentijdsvorm is zwak geworden. |
|        | bannen        | bande          |                  |                                | gebannen                                                                                                | Klasse 7, half sterk                                  | Oorspronkelijk klasse 7, de verledentijdsvorm is zwak geworden. |  |                      |                                                                 |
|        | barsten       | barstte        |                  |                                | gebarsten                                                                                               | Klasse 3b, half sterk                                 | Oorspronkelijk klasse 3, de verledentijdsvorm is zwak geworden. |  |                      |                                                                 |
|        | bergen        |                |                  | borg                           | geborgen                                                                                                | Klasse 3b                                             | Herbergen, herbergde, geherbergd is zwak, waarbij 'her-' niet als voorvoegsel geldt. |  |                      |                                                                 |
|        | bersten       | berstte        |                  | borst                          | geborsten                                                                                               | Klasse 3b                                             | Nevenvorm van barsten. |  |                      |                                                                 |
|        | bidden        |                |                  | bad                            | gebeden                                                                                                 | Klasse 5                                              | Met een korte klinker in de tegenwoordige tijd. |  |                      |                                                                 |
|        | bieden        |                |                  | bood                           | geboden                                                                                                 | Klasse 2a                                             | |  |                      |                                                                 |
|        | bijten        |                |                  | beet                           | gebeten                                                                                                 | Klasse 1                                              | |  |                      |                                                                 |
|        | binden        |                |                  | bond                           | gebonden                                                                                                | Klasse 3a                                             | |  |                      |                                                                 |
|        | blazen        |                |                  | blies                          | geblazen                                                                                                | Klasse 7                                              | |  |                      |                                                                 |
|        | bleiten       | bleitte        | gebleit          | bleet                          | gebleten                                                                                                | Zwak                                                  | Nevenvorm van blaten, met als betekenis wenen, huilen. De onregelmatige vormen zijn gewestelijk. |  |                      |                                                                 |
|        | blijken       |                |                  | bleek                          | gebleken                                                                                                | Klasse 1                                              | |  |                      |                                                                 |
|        | blijven       |                |                  | bleef                          | gebleven                                                                                                | Klasse 1                                              | |  |                      |                                                                 |
|        | blinken       |                |                  | blonk                          | geblonken                                                                                               | Klasse 3a                                             | |  |                      |                                                                 |
|        | braden        | braadde        |                  | bried                          | gebraden                                                                                                | Klasse 7, half sterk                                  | Oorspronkelijk klasse 7, de verledentijdsvorm is zwak geworden. |  |                      |                                                                 |
|        | breien        | breide         | gebreid          | bree                           | gebreeën                                                                                                | Klasse 1                                              | Sterke vormen: meestal informeel. |  |                      |                                                                 |
|        | breken        |                |                  | brak                           | gebroken                                                                                                | Klasse 4                                              | |  |                      |                                                                 |
|        | brengen       |                |                  | bracht                         | gebracht                                                                                                | Onregelmatig                                          | Oorspronkelijk een zwak werkwoord, de 'n' is weggevallen door lenitie. |  |                      |                                                                 |
|        | buigen        |                |                  | boog                           | gebogen                                                                                                 | Klasse 2b                                             | |  |                      |                                                                 |
|        | brouwen       | brouwde        |                  |                                | gebrouwen                                                                                               | Klasse 7, half sterk                                  | Bijvoorbeeld van bier. Oorspronkelijk klasse 7, de verledentijdsvorm is zwak geworden. |  |                      |                                                                 |
|        | brouwen       | brouwde        | gebrouwd         |                                | | Zwak                                                  | In bet.: met keel-r spreken. |  |                      |                                                                 |
|        | delven        | delfde         |                  | dolf                           | gedolven                                                                                                | Klasse 3b                                             | Bet.: graven. Echter: bedelven is geheel sterk. |  |                      |                                                                 |
|        | denken        |                |                  | dacht                          | gedacht                                                                                                 | Onregelmatig                                          | Oorspronkelijk een zwak werkwoord, de 'n' is in de verleden tijd en het voltooid deelwoord weggevallen door lenitie.                                                                                       |  |                      |                                                                 |
| be ver | derven        |                |                  | bedierf verdierf               | bedorven verdorven                                                                                      | Klasse 3c                                             | Derven is zwak. |  |                      |                                                                 |
|        | dingen        |                |                  | dong                           | gedongen                                                                                                | Klasse 3a                                             | Bet.: wedijveren, onderhandelen. |  |                      |                                                                 |
|        | doen          |                |                  | deed                           | gedaan                                                                                                  | Onregelmatig                                          | Verleden tijd is ontstaan door reduplicatie. Dit is waarschijnlijk een overblijfsel van de imperfecte verledentijdsvorm uit het Proto-Indo-Europees.                                                       |  |                      |                                                                 |
|        | dragen        |                |                  | droeg                          | gedragen                                                                                                | Klasse 6                                              | |  |                      |                                                                 |
| be     | driegen       |                |                  | bedroog                        | bedrogen                                                                                                | Klasse 2a                                             | |  |                      |                                                                 |
| ver    | drieten       | verdriette     |                  | verdroot                       | verdroten                                                                                               | Klasse 2a                                             | |  |                      |                                                                 |
|        | drijten       |                |                  | dreet                          | gedreten                                                                                                | Klasse 1                                              | Bet.: zijn behoefte doen. |  |                      |                                                                 |
|        | drijven       |                |                  | dreef                          | gedreven                                                                                                | Klasse 1                                              | |  |                      |                                                                 |
|        | dringen       |                |                  | drong                          | gedrongen                                                                                               | Klasse 3a                                             | |  |                      |                                                                 |
|        | drinken       |                |                  | dronk                          | gedronken                                                                                               | Klasse 3a                                             | |  |                      |                                                                 |
|        | druipen       |                |                  | droop                          | gedropen                                                                                                | Klasse 2b                                             | |  |                      |                                                                 |
|        | duiken        |                |                  | dook                           | gedoken                                                                                                 | Klasse 2b                                             | |  |                      |                                                                 |
|        | dunken        |                |                  | docht                          | gedocht                                                                                                 | Onregelmatig                                          | Zoals in: Me dunkt ... Oorspronkelijk een zwak werkwoord, de 'n' is in de verleden tijd en het voltooid deelwoord weggevallen door lenitie.                                                                |  |                      |                                                                 |
|        | durven        | durfde         | gedurfd          | dorst                          | | Preterito-presens                                     | |  |                      |                                                                 |
| dierf  | durven        | durfde         | gedurfd          |                                | Onregelmatig                                                                                            |                                                       | |  |                      |                                                                 |
| ver    | dwijnen       |                |                  | verdween                       | verdwenen                                                                                               | Klasse 1                                              | |  |                      |                                                                 |
|        | dwingen       |                |                  | dwong                          | gedwongen                                                                                               | Klasse 3a                                             | |  |                      |                                                                 |
|        | erven         | erfde          | geërfd           | ierf orf                       | georven                                                                                                 | Zwak                                                  | Standaardnederlands: uitsluitend zwak. |  |                      |                                                                 |
|        | eten          |                |                  | at                             | gegeten                                                                                                 | Klasse 5                                              | Voltooid deelwoord in samenstellingen zonder g, dus: overeten. |  |                      |                                                                 |
|        | fluiten       |                |                  | floot                          | gefloten                                                                                                | Klasse 2b                                             | |  |                      |                                                                 |
|        | gaan          |                |                  | ging                           | gegaan                                                                                                  | Klasse 7, onregelmatig                                | De verleden tijd is afgeleid van het klasse 7 sterke werkwoord 'gangen', wat niet meer bestaat. |  |                      |                                                                 |
|        | gelden        |                |                  | gold                           | gegolden                                                                                                | Klasse 3b                                             | |  |                      |                                                                 |
| ver    | geten         |                |                  | vergat                         | vergeten                                                                                                | Klasse 5                                              | Zie ook: eten. |  |                      |                                                                 |
|        | geven         |                |                  | gaf                            | gegeven                                                                                                 | Klasse 5                                              | |  |                      |                                                                 |
|        | gieten        |                |                  | goot                           | gegoten                                                                                                 | Klasse 2a                                             | |  |                      |                                                                 |
| be ont | ginnen        |                |                  | begon ontgon                   | begonnen ontgonnen                                                                                      | Klasse 3a                                             | |  |                      |                                                                 |
|        | glijden       |                |                  | gleed                          | gegleden                                                                                                | Klasse 1                                              | |  |                      |                                                                 |
|        | glimmen       |                |                  | glom                           | geglommen                                                                                               | Klasse 3a                                             | |  |                      |                                                                 |
|        | graven        |                |                  | groef                          | gegraven                                                                                                | Klasse 6                                              | |  |                      |                                                                 |
|        | grijpen       |                |                  | greep                          | gegrepen                                                                                                | Klasse 1                                              | |  |                      |                                                                 |
|        | hangen        |                |                  | hing                           | gehangen                                                                                                | Klasse 7                                              | |  |                      |                                                                 |
|        | hebben        |                |                  | had (mv. hadden)               | gehad                                                                                                   | Onregelmatig                                          | Oorspronkelijk een zwak werkwoord, verleden tijd is ontstaan door assimilatie van 'hab+de'. |  |                      |                                                                 |
|        | heffen        |                |                  | hief                           | geheven                                                                                                 | Andere klinkerwisseling (voorheen Klasse 6)           | Oorspronkelijk klasse 6, tegenwoordig onregelmatig sterk. |  |                      |                                                                 |
| ver    | helen         | verheelde      | verheeld         |                                | verholen                                                                                                | Klasse 4, half sterk                                  | Het sterke voltooid deelwoord wordt nog vaak gebruikt als bijvoeglijk naamwoord. Helen (genezen) is zwak.                                                                                                  |  |                      |                                                                 |
|        | helpen        |                |                  | hielp                          | geholpen                                                                                                | Klasse 3c                                             | |  |                      |                                                                 |
|        | heten         | heette         |                  | hiet                           | geheten                                                                                                 | Klasse 7, half sterk                                  | Oorspronkelijk klasse 7, de verledentijdsvorm is zwak geworden. |  |                      |                                                                 |
|        | hijsen        |                |                  | hees                           | gehesen                                                                                                 | Klasse 1                                              | |  |                      |                                                                 |
|        | hoeven        | hoefde         | gehoefd          |                                | gehoeven                                                                                                | Zwak                                                  | Gehoeven is tegenwoordig gebruikelijker dan gehoefd. |  |                      |                                                                 |
|        | houden        |                |                  | hield                          | gehouden                                                                                                | Klasse 7, onregelmatig                                | De oorspronkelijke 'l' is bewaard in de onvoltooid verleden tijd. |  |                      |                                                                 |
|        | houwen        |                |                  | hieuw                          | gehouwen                                                                                                | Klasse 7                                              | Ook sterk in uithouwen. Echter: zwak in beeldhouwen. |  |                      |                                                                 |
|        | jagen         | jaagde         | gejaagd          | joeg                           | | Klasse 6, alleen sterk in de onvoltooid verleden tijd | Jaagde/joeg: de jacht beoefenen. Anders uitsluitend: joeg. |  |                      |                                                                 |
|        | kerven        | kerfde         | gekerfd          | korf                           | gekorven                                                                                                | Klasse 3b                                             | |  |                      |                                                                 |
|        | kiezen        |                |                  | koos                           | gekozen                                                                                                 | Klasse 2a                                             | De vormen koor en gekoren (overeenkomend met de vormen van vriezen en verliezen) gelden als verouderd, behalve in uitverkiezen.                                                                            |  |                      |                                                                 |
| uitver | kiezen        |                |                  | verkoor uit                    | uitverkoren                                                                                             | Klasse 2a, onregelmatig                               | De vormen koor en gekoren (overeenkomend met de vormen van vriezen en verliezen) gelden als verouderd, behalve in uitverkiezen.                                                                            |  |                      |                                                                 |
|        | kijken        |                |                  | keek                           | gekeken                                                                                                 | Klasse 1                                              | |  |                      |                                                                 |
|        | kijven        |                |                  | keef                           | gekeven                                                                                                 | Klasse 1                                              | |  |                      |                                                                 |
|        | klagen        | klaagde        | geklaagd         | kloeg                          | | Zwak                                                  | |  |                      |                                                                 |
|        | klieven       | kliefde        | gekliefd         | kloof                          | gekloven                                                                                                | Klasse 2a                                             | Bet.: doen splijten. |  |                      |                                                                 |
|        | klimmen       |                |                  | klom                           | geklommen                                                                                               | Klasse 3a                                             | |  |                      |                                                                 |
|        | klinken       |                |                  | klonk                          | geklonken                                                                                               | Klasse 3a                                             | |  |                      |                                                                 |
|        | kluiven       | kluifde        | gekluifd         | kloof                          | gekloven                                                                                                | Klasse 2b                                             | |  |                      |                                                                 |
|        | knijpen       |                |                  | kneep                          | geknepen                                                                                                | Klasse 1                                              | |  |                      |                                                                 |
|        | komen         |                |                  | kwam                           | gekomen                                                                                                 | Klasse 4, onregelmatig                                | Ook voorkómen en vóórkomen. |  |                      |                                                                 |
|        | kopen         |                |                  | kocht                          | gekocht                                                                                                 | Onregelmatig                                          | Oorspronkelijk een zwak werkwoord, de 'ch' is ontstaan door lenitie. |  |                      |                                                                 |
|        | krijgen       |                |                  | kreeg                          | gekregen                                                                                                | Klasse 1                                              | |  |                      |                                                                 |
|        | krijsen       | krijste        | gekrijst         | krees                          | gekresen                                                                                                | Klasse 1                                              | |  |                      |                                                                 |
|        | krijten       |                |                  | kreet                          | gekreten                                                                                                | Klasse 1                                              | In bet. schreeuwen. |  |                      |                                                                 |
|        | krimpen       |                |                  | kromp                          | gekrompen                                                                                               | Klasse 3a                                             | |  |                      |                                                                 |
|        | kruipen       |                |                  | kroop                          | gekropen                                                                                                | Klasse 2b                                             | |  |                      |                                                                 |
|        | kunnen        |                | gekund           | kon (mv. konden)               | | Preterito-presens                                     | Oorspronkelijk een preterito-presens, overgeërfd uit het Oergermaans. |  |                      |                                                                 |
|        | kwijten       |                |                  | kweet                          | gekweten                                                                                                | Klasse 1                                              | Bet.: doen, vervullen. |  |                      |                                                                 |
|        | lachen        | lachte         |                  | loech                          | gelachen                                                                                                | Klasse 6, half sterk                                  | Oorspronkelijk klasse 6, de sterke verledentijdsvorm is sinds de periode van het Middelnederlands geheel verouderd.                                                                                        |  |                      |                                                                 |
|        | laden         | laadde         |                  | loed                           | geladen                                                                                                 | Klasse 6, half sterk                                  | Oorspronkelijk klasse 6, de verledentijdsvorm is zwak geworden. |  |                      |                                                                 |
|        | laten         |                |                  | liet                           | gelaten                                                                                                 | Klasse 7                                              | |  |                      |                                                                 |
|        | leggen        | legde          | gelegd           | lei (mv. leiden)               | | Zwak                                                  | |  |                      |                                                                 |
|        | lezen         |                |                  | las                            | gelezen                                                                                                 | Klasse 5                                              | |  |                      |                                                                 |
|        | liegen        |                |                  | loog                           | gelogen                                                                                                 | Klasse 2a                                             | |  |                      |                                                                 |
| ver    | liezen        |                |                  | verloor                        | verloren                                                                                                | Klasse 2a, onregelmatig                               | Zie ook vriezen en uitverkiezen. |  |                      |                                                                 |
|        | liggen        |                |                  | lag                            | gelegen                                                                                                 | Klasse 5                                              | Met een korte klinker in de tegenwoordige tijd. |  |                      |                                                                 |
|        | lijden        |                |                  | leed                           | geleden                                                                                                 | Klasse 1                                              | |  |                      |                                                                 |
|        | lijken        |                |                  | leek                           | geleken                                                                                                 | Klasse 1                                              | |  |                      |                                                                 |
|        | lopen         |                |                  | liep                           | gelopen                                                                                                 | Klasse 7                                              | |  |                      |                                                                 |
|        | luiken        |                |                  | look                           | geloken                                                                                                 | Klasse 2b                                             | Bet.: sluiten. |  |                      |                                                                 |
|        | melken        |                |                  | molk                           | gemolken                                                                                                | Klasse 3b                                             | In de overdrachtelijke bet. (langzaam, moeilijk uitvragen) zwak vervoegd. |  |                      |                                                                 |
|        | meten         |                |                  | mat                            | gemeten                                                                                                 | Klasse 5                                              | |  |                      |                                                                 |
|        | miegen        |                |                  | meeg                           | gemegen                                                                                                 | Klasse 1                                              | Bet.: urineren. Geen standaardtaal. |  |                      |                                                                 |
|        | mijden        |                |                  | meed                           | gemeden                                                                                                 | Klasse 1                                              | |  |                      |                                                                 |
|        | moeten        |                |                  | moest                          | gemoeten                                                                                                | Preterito-presens                                     | Ontmoeten is zwak, maar hangt hier vermoedelijk niet mee samen. |  |                      |                                                                 |
|        | mogen         |                | gemoogd/gemocht  | mocht                          | gemogen                                                                                                 | Preterito-presens                                     | |  |                      |                                                                 |
|        | nemen         |                |                  | nam                            | genomen                                                                                                 | Klasse 4                                              | |  |                      |                                                                 |
| ge     | nezen         |                |                  | genas                          | genezen                                                                                                 | Klasse 5                                              | |  |                      |                                                                 |
| ge     | nieten        |                |                  | genoot                         | genoten                                                                                                 | Klasse 2a                                             | Nieten, met nietjes bevestigen is zwak. |  |                      |                                                                 |
|        | nijgen        |                |                  | neeg                           | genegen                                                                                                 | Klasse 1                                              | Bet.: een buiging maken, klasse 1. Maar neigen (voorover hellen) is zwak. |  |                      |                                                                 |
|        | nijpen        |                |                  | neep                           | genepen                                                                                                 | Klasse 1                                              | |  |                      |                                                                 |
|        | pijpen        |                |                  | peep                           | gepepen                                                                                                 | Klasse 1                                              | In bet. fluitspelen, klasse 1. |  |                      |                                                                 |
|        | pijpen        | pijpte         | gepijpt          |                                | | Zwak                                                  | In bet. van seksuele handeling. |  |                      |                                                                 |
|        | plegen        |                |                  | placht                         | geplacht                                                                                                | Onregelmatig                                          | In bet. de gewoonte hebben De deelwoorden geplacht en geplogen zijn thans sterk verouderd. |  |                      |                                                                 |
|        | plegen        | pleegde        | gepleegd         |                                | | Zwak                                                  | In bet. begaan. |  |                      |                                                                 |
|        | pluizen       |                |                  | ploos                          | geplozen                                                                                                | Klasse 2b                                             | Vooral in samenst. uitpluizen ofwel navorsen. |  |                      |                                                                 |
|        | pluizen       | pluisde        | gepluisd         |                                | | Zwak                                                  | In bet. pluisjes afgeven. |  |                      |                                                                 |
|        | plukken       | plukte         | geplukt          |                                | geplokken                                                                                               | Zwak                                                  | |  |                      |                                                                 |
|        | prijzen       |                |                  | prees                          | geprezen                                                                                                | Klasse 1                                              | In bet. loven. |  |                      |                                                                 |
|        | prijzen       | prijsde        | geprijsd         |                                | | Zwak                                                  | In bet. van een prijsetiket voorzien. |  |                      |                                                                 |
|        | raden         | raadde         |                  | ried                           | geraden                                                                                                 | Klasse 7                                              | Vooral nog sterk in samenstellingen zoals aanraden, afraden en verraden. |  |                      |                                                                 |
|        | raken         | raakte         | geraakt          | rocht                          | gerocht                                                                                                 | Zwak                                                  | In de standaardtaal uitsluitend regelmatig. Blijkens de t in rocht, gerocht is dit werkwoord zwak. |  |                      |                                                                 |
|        | rieken        |                |                  | rook                           | geroken                                                                                                 | Klasse 2a                                             | In bet. geuren. |  |                      |                                                                 |
|        | rijden        |                |                  | reed                           | gereden                                                                                                 | Klasse 1                                              | |  |                      |                                                                 |
|        | rijgen        |                |                  | reeg                           | geregen                                                                                                 | Klasse 1                                              | |  |                      |                                                                 |
|        | rijten        |                |                  | reet                           | gereten                                                                                                 | Klasse 1                                              | |  |                      |                                                                 |
|        | rijven        |                |                  | reef                           | gereven                                                                                                 | Klasse 1                                              | Bet.: harken. |  |                      |                                                                 |
|        | rijzen        |                |                  | rees                           | gerezen                                                                                                 | Klasse 1                                              | |  |                      |                                                                 |
|        | rinnen        |                |                  | ron                            | geronnen                                                                                                | Klasse 3a                                             | Bet.: vloeien, voortbewegen. |  |                      |                                                                 |
|        | roepen        |                |                  | riep                           | geroepen                                                                                                | Klasse 7                                              | |  |                      |                                                                 |
|        | ruiken        |                |                  | rook                           | geroken                                                                                                 | Klasse 2b                                             | In bet. geur verspreiden en geur waarnemen. |  |                      |                                                                 |
|        | scheiden      | scheidde       |                  |                                | gescheiden                                                                                              | Klasse 7, half sterk                                  | Oorspronkelijk klasse 7, de verledentijdsvorm is zwak geworden. |  |                      |                                                                 |
| uit    | scheiden      | scheidde uit   | uitgescheid      | scheed uit                     | uitgescheden                                                                                            | Klasse 1                                              | In bet. ophouden. |  |                      |                                                                 |
|        | schelden      |                |                  | schold                         | gescholden                                                                                              | Klasse 3b                                             | |  |                      |                                                                 |
|        | schenden      |                |                  | schond                         | geschonden                                                                                              | Klasse 3b                                             | |  |                      |                                                                 |
|        | schenken      |                |                  | schonk                         | geschonken                                                                                              | Klasse 3b                                             | |  |                      |                                                                 |
|        | scheppen      |                |                  | schiep                         | geschapen                                                                                               | Andere klinkerwisseling (voorheen Klasse 6)           | In bet. creëren onregelmatig sterk, behoorde oorspronkelijk tot klasse 6. |  |                      |                                                                 |
|        | scheppen      | schepte        | geschept         |                                | | Zwak                                                  | In bet. putten, naar boven halen. |  |                      |                                                                 |
|        | scheren       |                |                  | schoor                         | geschoren                                                                                               | Klasse 4                                              | In bet. ontharen, met een lange 'o' in de verleden tijd. |  |                      |                                                                 |
|        | scheren       | scheerde       | gescheerd        |                                | | Zwak                                                  | In bet. langsstrijken. Als in Scheer je weg!. |  |                      |                                                                 |
|        | schieten      |                |                  | schoot                         | geschoten                                                                                               | Klasse 2a                                             | |  |                      |                                                                 |
|        | schijnen      |                |                  | scheen                         | geschenen                                                                                               | Klasse 1                                              | |  |                      |                                                                 |
|        | schijten      |                |                  | scheet                         | gescheten                                                                                               | Klasse 1                                              | |  |                      |                                                                 |
|        | schrijden     |                |                  | schreed                        | geschreden                                                                                              | Klasse 1                                              | |  |                      |                                                                 |
|        | schrijven     |                |                  | schreef                        | geschreven                                                                                              | Klasse 1                                              | |  |                      |                                                                 |
|        | schrikken     | schrikte       |                  | schrok                         | geschrokken                                                                                             | Klasse 3a                                             | In bet. plotseling angstig worden. Is zwak in de bet. plotseling doen afkoelen (zoals bij eieren). Overgankelijk opschrikken is ook zwak.                                                                  |  |                      |                                                                 |
|        | schuilen      | schuilde       | geschuild        | school                         | gescholen                                                                                               | Klasse 2b                                             | |  |                      |                                                                 |
|        | schuiven      |                |                  | schoof                         | geschoven                                                                                               | Klasse 2b                                             | |  |                      |                                                                 |
|        | slaan         |                |                  | sloeg                          | geslagen                                                                                                | Klasse 6                                              | Met medeklinkerwisseling. |  |                      |                                                                 |
|        | slapen        |                |                  | sliep                          | geslapen                                                                                                | Klasse 7                                              | |  |                      |                                                                 |
|        | slijpen       |                |                  | sleep                          | geslepen                                                                                                | Klasse 1                                              | |  |                      |                                                                 |
|        | slijten       |                |                  | sleet                          | gesleten                                                                                                | Klasse 1                                              | |  |                      |                                                                 |
| ver    | slinden       |                |                  | verslond                       | verslonden                                                                                              | Klasse 3a                                             | |  |                      |                                                                 |
|        | slinken       |                |                  | slonk                          | geslonken                                                                                               | Klasse 3a                                             | |  |                      |                                                                 |
|        | sluipen       |                |                  | sloop                          | geslopen                                                                                                | Klasse 2b                                             | |  |                      |                                                                 |
|        | sluiten       |                |                  | sloot                          | gesloten                                                                                                | Klasse 2b                                             | |  |                      |                                                                 |
|        | smelten       |                |                  | smolt                          | gesmolten                                                                                               | Klasse 3b                                             | |  |                      |                                                                 |
|        | smijten       |                |                  | smeet                          | gesmeten                                                                                                | Klasse 1                                              | |  |                      |                                                                 |
|        | snappen       | snapte         | gesnapt          |                                | gesnopen                                                                                                | Zwak                                                  | In bet. begrijpen. |  |                      |                                                                 |
|        | snijden       |                |                  | sneed                          | gesneden                                                                                                | Klasse 1                                              | |  |                      |                                                                 |
|        | snuiten       |                |                  | snoot                          | gesnoten                                                                                                | Klasse 2b                                             | |  |                      |                                                                 |
|        | snuiven       |                |                  | snoof                          | gesnoven                                                                                                | Klasse 2b                                             | |  |                      |                                                                 |
|        | spannen       | spande         |                  |                                | gespannen                                                                                               | Klasse 7, half sterk                                  | Oorspronkelijk klasse 7, de verledentijdsvorm is zwak geworden. |  |                      |                                                                 |
|        | spijten       |                |                  | speet                          | gespeten                                                                                                | Klasse 1                                              | |  |                      |                                                                 |
|        | spinnen       |                |                  | spon                           | gesponnen                                                                                               | Klasse 3a                                             | In bet. vezels tot een draad verwerken. |  |                      |                                                                 |
|        | splijten      |                |                  | spleet                         | gespleten                                                                                               | Klasse 1                                              | |  |                      |                                                                 |
|        | spouwen       | spouwde        |                  |                                | gespouwen                                                                                               | Klasse 7, half sterk                                  | Bet.: splijten. Oorspronkelijk klasse 7, de verledentijdsvorm is zwak geworden. |  |                      |                                                                 |
|        | spreken       |                |                  | sprak                          | gesproken                                                                                               | Klasse 4                                              | |  |                      |                                                                 |
|        | springen      |                |                  | sprong                         | gesprongen                                                                                              | Klasse 3a                                             | |  |                      |                                                                 |
|        | spruiten      |                |                  | sproot                         | gesproten                                                                                               | Klasse 2b                                             | Bet.: het vormen van loten, jonge takken. |  |                      |                                                                 |
|        | spugen spuwen | spuugde spuwde | gespuugd gespuwd | spoog                          | gespogen                                                                                                | Andere klinkerwisseling (voorheen Klasse 2b)          | Oorspronkelijk: spuwen, spoog, gespogen. |  |                      |                                                                 |
|        | spuiten       |                |                  | spoot                          | gespoten                                                                                                | Klasse 2b                                             | |  |                      |                                                                 |
|        | staan         |                |                  | stond                          | gestaan                                                                                                 | Klasse 6, onregelmatig                                | Oorspronkelijk klasse 6, tegenwoordig onregelmatig sterk. |  |                      |                                                                 |
|        | steken        |                |                  | stak                           | gestoken                                                                                                | Klasse 4                                              | |  |                      |                                                                 |
|        | stelen        |                |                  | stal                           | gestolen                                                                                                | Klasse 4                                              | |  |                      |                                                                 |
|        | sterven       |                |                  | stierf                         | gestorven                                                                                               | Klasse 3c                                             | |  |                      |                                                                 |
|        | stijgen       |                |                  | steeg                          | gestegen                                                                                                | Klasse 1                                              | |  |                      |                                                                 |
|        | stijven       |                |                  | steef                          | gesteven                                                                                                | Klasse 1                                              | In bet. met stijfsel behandelen. |  |                      |                                                                 |
|        | stijven       | stijfde        | gestijfd         |                                | | Zwak                                                  | Andere bet. (zoals verstijven, stijf worden). |  |                      |                                                                 |
|        | stinken       |                |                  | stonk                          | gestonken                                                                                               | Klasse 3a                                             | |  |                      |                                                                 |
|        | stoten        | stootte        |                  | stiet                          | gestoten                                                                                                | Klasse 7, half sterk                                  | Oorspronkelijk klasse 7, de verledentijdsvorm wordt nu meestal zwak vervoegd. |  |                      |                                                                 |
|        | strijden      |                |                  | streed                         | gestreden                                                                                               | Klasse 1                                              | |  |                      |                                                                 |
|        | strijken      |                |                  | streek                         | gestreken                                                                                               | Klasse 1                                              | |  |                      |                                                                 |
|        | stuiven       |                |                  | stoof                          | gestoven                                                                                                | Klasse 2b                                             | |  |                      |                                                                 |
|        | tijgen        |                |                  | toog                           | getogen                                                                                                 | Andere klinkerwisseling (voorheen Klasse 2a)          | Bet.: trekken, gaan. |  |                      |                                                                 |
| aan    | tijgen        |                |                  | teeg aan                       | aangetegen                                                                                              | Klasse 1                                              | Bet.: beschuldigen. |  |                      |                                                                 |
|        | treden        |                |                  | trad                           | getreden                                                                                                | Klasse 5                                              | |  |                      |                                                                 |
|        | treffen       |                |                  | trof                           | getroffen                                                                                               | Klasse 3b                                             | |  |                      |                                                                 |
|        | trekken       |                |                  | trok                           | getrokken                                                                                               | Klasse 3b                                             | |  |                      |                                                                 |
|        | vallen        |                |                  | viel                           | gevallen                                                                                                | Klasse 7                                              | |  |                      |                                                                 |
|        | vangen        |                |                  | ving                           | gevangen                                                                                                | Klasse 7                                              | Met een korte 'i' in de verleden tijd. |  |                      |                                                                 |
| er     | varen         | ervaarde       |                  | ervoer                         | ervaren                                                                                                 | Klasse 6                                              | Zie ook varen. |  |                      |                                                                 |
|        | varen         | (vaarde)       |                  | voer                           | gevaren                                                                                                 | Klasse 6                                              | |  |                      |                                                                 |
|        | vechten       |                |                  | vocht                          | gevochten                                                                                               | Klasse 3b                                             | Maar bekvechten is zwak. |  |                      |                                                                 |
| be     | velen         |                |                  | beval                          | bevolen                                                                                                 | Klasse 4                                              | Maar velen (verdragen) en vervelen zijn zwak. |  |                      |                                                                 |
|        | vijzen        |                |                  | vees                           | gevezen                                                                                                 | Klasse 1                                              | Bet.: in- of uitdraaien van een schroef. Wordt voornamelijk gebruikt in Vlaanderen en Zuid-Nederland. |  |                      |                                                                 |
|        | vinden        |                |                  | vond                           | gevonden                                                                                                | Klasse 3a                                             | |  |                      |                                                                 |
|        | vlechten      |                |                  | vlocht                         | gevlochten                                                                                              | Klasse 3b                                             | |  |                      |                                                                 |
|        | vlieden       |                |                  | vlood                          | gevloden                                                                                                | Klasse 2a                                             | Bet.: vluchten. |  |                      |                                                                 |
|        | vliegen       |                |                  | vloog                          | gevlogen                                                                                                | Klasse 2a                                             | Zwak in samenstelling zweefvliegen. |  |                      |                                                                 |
|        | vlieten       |                |                  | vloot                          | gevloten                                                                                                | Klasse 2a                                             | Bet.: stromen. |  |                      |                                                                 |
|        | vouwen        | vouwde         |                  |                                | gevouwen                                                                                                | Klasse 7, half sterk                                  | Oorspronkelijk klasse 7, tegenwoordig half sterk, ontvouwen is echter geheel zwak. |  |                      |                                                                 |
|        | vragen        | vraagde        | gevraagd         | vroeg                          | | Klasse 6, alleen sterk in de onvoltooid verleden tijd | Door analogie sterk geworden. De zwakke verledentijdsvorm is alleen nog archaïsch of gewestelijk. |  |                      |                                                                 |
|        | vreten        |                |                  | vrat                           | gevreten                                                                                                | Klasse 5                                              | Ook gevroten wordt gehoord |  |                      |                                                                 |
|        | vriezen       |                |                  | vroor                          | gevroren                                                                                                | Klasse 2a, onregelmatig                               | Met medeklinkerwisseling. Zie ook verliezen en uitverkiezen. |  |                      |                                                                 |
|        | vrijen        | vrijde         | gevrijd          | vree                           | gevreeën                                                                                                | Klasse 1                                              | De sterke vormen zijn informeler en waarschijnlijk ontstaan door analogie. |  |                      |                                                                 |
|        | waaien        | waaide         | gewaaid          | woei                           | | Klasse 6, alleen sterk in de onvoltooid verleden tijd | |  |                      |                                                                 |
|        | wassen        | waste          |                  | wies                           | gewassen                                                                                                | Klasse 7, half sterk                                  | In bet. schoonmaken (voorheen met ch: wasschen, wiesch, gewasschen) is de verledentijdsvorm zwak geworden.                                                                                                 |  |                      |                                                                 |
|        | wassen        |                |                  | wies                           | gewassen                                                                                                | Klasse 7                                              | In bet. groeien. Uitsluitend klasse 7 en nooit met ch. |  |                      |                                                                 |
|        | wassen        | waste          | gewast           |                                | | Zwak                                                  | In bet. met was bekleden is uitsluitend zwak. |  |                      |                                                                 |
|        | wegen         |                |                  | woog                           | gewogen                                                                                                 | Klasse 4                                              | Met een lange 'o' in de verleden tijd. |  |                      |                                                                 |
|        | werken        | werkte         | gewerkt          | wrocht                         | gewrocht                                                                                                | Zwak                                                  | Alleen doorwrocht is naast de zwakke variant nog standaardtaal volgens de Taalunie. |  |                      |                                                                 |
| wracht | werken        | werkte         | gewerkt          | gewracht                       | | Zwak                                                  | Alleen doorwrocht is naast de zwakke variant nog standaardtaal volgens de Taalunie. |  |                      |                                                                 |
|        | werpen        |                |                  | wierp                          | geworpen                                                                                                | Klasse 3c                                             | |  |                      |                                                                 |
|        | werven        |                |                  | wierf                          | geworven                                                                                                | Klasse 3c                                             | |  |                      |                                                                 |
|        | weten         |                |                  | wist                           | geweten                                                                                                 | Preterito-presens                                     | Geweten is ook het voltooid deelwoord van wijten. De t in de verleden tijd maakt geen deel uit van de stam, maar van de gedeeltelijk weggevallen uitgang -te(n); vgl. de Duitse vormen wissen – wusste(n). |  |                      |                                                                 |
|        | weven         | weefde         |                  | waf - woof                     | geweven - gewoven                                                                                       | Klasse 5, half sterk                                  | Oorspronkelijk klasse 5, maar woof en waf zijn tegenwoordig (sterk) verouderd. |  |                      |                                                                 |
|        | wezen         |                | geweest          | was (mv. waren)                | | Onregelmatig                                          | Gewezen was oorspronkelijk het volt. deelw., thans nog slechts attributief gebruikt (bv. mijn gewezen echtgenoot).                                                                                         |  |                      |                                                                 |
|        | wijken        |                |                  | week                           | geweken                                                                                                 | Klasse 1                                              | |  |                      |                                                                 |
|        | wijten        |                |                  | weet                           | geweten                                                                                                 | Klasse 1                                              | Geweten is ook het voltooid deelwoord van weten. |  |                      |                                                                 |
|        | wijzen        |                |                  | wees                           | gewezen                                                                                                 | Klasse 1                                              | |  |                      |                                                                 |
|        | willen        | wilde          | gewild           | wou (mv. wou(d)en, spreektaal) | | Onregelmatig                                          | Blijkens de d in wouden, wilden en gewild (oorspronkelijk) zwak. Naar analogie met 'zullen' onregelmatig geworden.                                                                                         |  |                      |                                                                 |
|        | winden        |                |                  | wond                           | gewonden                                                                                                | Klasse 3a                                             | |  |                      |                                                                 |
|        | winnen        |                |                  | won                            | gewonnen                                                                                                | Klasse 3a                                             | |  |                      |                                                                 |
|        | worden        |                |                  | werd                           | geworden                                                                                                | Andere klinkerwisseling (voorheen Klasse 3b)          | Oorspronkelijk klasse 3. Onregelmatig sterk geworden doordat de vormen voor de tegenwoordige en verleden tijd door elkaar gingen lopen.                                                                    |  |                      |                                                                 |
|        | wreken        | wreekte        |                  | wrook - wrak                   | gewroken                                                                                                | Klasse 4, half sterk                                  | Oorspronkelijk klasse 4, maar wrook en wrak zijn tegenwoordig (sterk) verouderd. |  |                      |                                                                 |
|        | wrijven       |                |                  | wreef                          | gewreven                                                                                                | Klasse 1                                              | |  |                      |                                                                 |
|        | wringen       |                |                  | wrong                          | gewrongen                                                                                               | Klasse 3a                                             | |  |                      |                                                                 |
|        | wuiven        | wuifde         | gewuifd          | woof                           | gewoven                                                                                                 | Klasse 2b                                             | |  |                      |                                                                 |
|        | zeggen        | zegde          | gezegd           | zei(de) (mv. zeiden)           | | Onregelmatig                                          | Meestal onregelmatig, maar in samenstellingen als afzeggen regelmatig. Blijkens de d in zeiden en gezegd oorspronkelijk zwak.                                                                              |  |                      |                                                                 |
|        | zeiken        | zeikte         | gezeikt          | zeek                           | gezeken                                                                                                 | Klasse 1                                              | Vaak vervoegd als klasse 1. |  |                      |                                                                 |
|        | zenden        |                |                  | zond                           | gezonden                                                                                                | Klasse 3b                                             | |  |                      |                                                                 |
|        | zieden        | ziedde         |                  | zood                           | gezoden                                                                                                 | Klasse 2a                                             | Bet.: koken (letterlijk of figuurlijk). Hij was ziedend van woede. |  |                      |                                                                 |
|        | zien          |                |                  | zag                            | gezien                                                                                                  | Klasse 5, onregelmatig                                | Met medeklinkerwissel. |  |                      |                                                                 |
|        | zijgen        |                |                  | zeeg                           | gezegen                                                                                                 | Klasse 1                                              | Bet.: langzaam neerdalen. |  |                      |                                                                 |
|        | zijn          |                | geweest          | was (mv. waren)                | | Onregelmatig                                          | Zie ook wezen i.v.m. de vermenging van de synonieme werkwoorden. |  |                      |                                                                 |
|        | zijpen        |                |                  | zeep                           | gezepen                                                                                                 | Klasse 1                                              | Bet.: sijpelen, druppelen. |  |                      |                                                                 |
|        | zingen        |                |                  | zong                           | gezongen                                                                                                | Klasse 3a                                             | |  |                      |                                                                 |
|        | zinken        |                |                  | zonk                           | gezonken                                                                                                | Klasse 3a                                             | Verzinken is sterk in bet. laten wegzakken. Echter zwak in de niet daarmee verwante bet. galvaniseren. |  |                      |                                                                 |
|        | zinnen        |                |                  | zon                            | gezonnen                                                                                                | Klasse 3a                                             | In bet. plannen maken. |  |                      |                                                                 |
|        | zinnen        | zinde          | gezind           |                                | | Zwak                                                  | In bet. bevallen, aanstaan. |  |                      |                                                                 |
|        | zitten        |                |                  | zat                            | gezeten                                                                                                 | Klasse 5                                              | Klasse 5 met een korte klinker in de tegenwoordige tijd. |  |                      |                                                                 |
|        | zoeken        |                |                  | zocht                          | gezocht                                                                                                 | Onregelmatig                                          | Blijkens de t in zocht en gezocht oorspronkelijk zwak. De 'ch' is ontstaan door lenitie. |  |                      |                                                                 |
|        | zouten        | zoutte         |                  |                                | gezouten                                                                                                | Klasse 7, half sterk                                  | Oorspronkelijk klasse 7, de verledentijdsvorm is zwak geworden. |  |                      |                                                                 |
|        | zuigen        |                |                  | zoog                           | gezogen                                                                                                 | Klasse 2b                                             | In samenstelling stofzuigen meestal zwak. |  |                      |                                                                 |
|        | zuipen        |                |                  | zoop                           | gezopen                                                                                                 | Klasse 2b                                             | |  |                      |                                                                 |
|        | zullen        |                |                  | zou (mv. zouden)               | Het voltooid deelwoord ontbreekt, behalve de infinitief-vorm in samenstelling: je had zullen schrijven. | Preterito-presens                                     | Het tegenwoordig deelwoord staat in de Van Dale als weinig gebruikt. In het Groene Boekje is deze vorm niet opgenomen.                                                                                     |  |                      |                                                                 |
|        | zwelgen       | zwelgde        |                  | zwolg                          | gezwolgen                                                                                               | Klasse 3b                                             | |  |                      |                                                                 |
| ver    | zwelgen       |                |                  | verzwolg                       | verzwolgen                                                                                              | Klasse 3b                                             | Verzwelgen wordt uitsluitend sterk vervoegd. |  |                      |                                                                 |
|        | zwellen       |                |                  | zwol                           | gezwollen                                                                                               | Klasse 3b                                             | |  |                      |                                                                 |
|        | zwemmen       |                |                  | zwom                           | gezwommen                                                                                               | Klasse 3b                                             | |  |                      |                                                                 |
|        | zweren        | zweerde        | gezweerd         | zwoor                          | gezworen                                                                                                | Klasse 4                                              | In bet. etteren, met een lange 'o' in de verleden tijd. |  |                      |                                                                 |
|        | zweren        |                |                  | zwoer                          | gezworen                                                                                                | Andere klinkerwisseling (voorheen Klasse 6)           | In bet. eed of trouw zweren. Oorspronkelijk klasse 6, tegenwoordig onregelmatig sterk. |  |                      |                                                                 |
|        | zwerven       |                |                  | zwierf                         | gezworven                                                                                               | Klasse 3c                                             | |  |                      |                                                                 |
|        | zweten        | zweette        | gezweet          |                                | gezweten                                                                                                | Zwak                                                  | Nooit sterk geweest, de vorm gezweten is ontstaan door analogie. |  |                      |                                                                 |
|        | zwijgen       |                |                  | zweeg                          | gezwegen                                                                                                | Klasse 1                                              | |  |                      |                                                                 |
| be     | zwijken       |                |                  | bezweek                        | bezweken                                                                                                | Klasse 1                                              | |  |                      |                                                                 |
| ver    | zwinden       |                |                  | verzwond                       | verzwonden                                                                                              | Klasse 3a                                             | Bet.: verdwijnen. |  |                      |                                                                 |